# 2021年ソウル市長補欠選挙
2021年ソウル市長補欠選挙は大韓民国の首都であるソウル特別市の首長（市長）を選出するために2021年4月7日に投票が行われた選挙で国民の力の呉世勲が当選した。

## 概説
本選挙は2020年7月9日に文在寅大統領の与党共に民主党所属の朴元淳ソウル市長（以下朴ソウル市長）（ソウル市長は日本の都道府県知事に相当）が自殺したことで空白となった後任市長を選出するために行われた補欠選挙で、上半期再補選の一つとして実施される。一地方自治団体の首長選挙であるが任期末期に差し掛かった文在寅政権のレームダック化や2022年実施予定の次期大統領選挙に影響を及ぼすと考えられていた。
日本では首長が欠けた場合は届け出から50日以内に行うが韓国では国会議員の補欠選挙と同日実施となるため9か月間市長が不在になった。

## 選挙日程など
- 3月18日～19日：候補者登録
- 3月25日：選挙期間開始日
- 4月7日：投票日[3]

## 候補者
3月18日と19日に立候補者登録が行われ、立候補人数が確定する。共に民主党公認の朴映宣に対し、野党陣営が統一候補として国民の力の呉世勲と国民の党の安哲秀のいずれかに候補者を一本化できるか注目されている。

### 国民の力（最大野党）
2021年3月23日、野党統一候補として呉世勲が選出された。

## 選挙結果
- 選挙人数：8,425,869名
- 投票者数：4,902,630名
- 投票率：58.2%

| 候補者 | 候補者         | 党派      | 新旧   | 得票数    | 得票率 | 当落 |
| 漢字   | ハングル       | 党派      | 新旧   | 得票数    | 得票率 | 当落 |
| ------ | -------------- | --------- | ------ | --------- | ------ | ---- |
| 呉世勲 | 国民の力       | 2,798,788 | 57.50% | 当選      |        |      |
| 朴映宣 | 共に民主党     | 1,907,336 | 39.18% |           |        |      |
| 許京寧 | 国家革命党     | 52,107    | 1.07%  |           |        |      |
| 金珍芽 | 女性議党       | 33,421    | 0.68%  |           |        |      |
| 申智恵 | 基本所得党     | 23,628    | 0.48%  |           |        |      |
| 申智芸 | 無所属         | 18,039    | 0.37%  |           |        |      |
| 宋名淑 | 進歩党         | 12,272    | 0.25%  |           |        |      |
| 李守奉 | 民生党         | 11,196    | 0.23%  |           |        |      |
| 呉太陽 | 未来党         | 6,483     | 0.13%  |           |        |      |
| 鄭東熙 | 無所属         | 1,874     | 0.03%  |           |        |      |
| 李度燁 | 無所属         | 1,664     | 0.03%  |           |        |      |
| 裵永奎 | 新自由民主連合 | 634       | 0.01%  |           |        |      |
|        |                |           |        | 4,902,630 |        |      |

出典：ネイバーニュース特設ページ